# Victor Crouin
Pour les articles homonymes, voir Crouin.
Victor Crouin, né le 16 juin 1999 à Marseille, est un joueur professionnel de squash représentant la France. Il atteint en mars 2023 la 7e place mondiale sur le circuit international, son meilleur classement. Il est champion de France en 2023, 2024 et 2025.

## Biographie
Il a une carrière junior brillante, atteignant les finales des championnats du monde junior et British Junior Open, échouant à chaque fois face à Marwan Tarek. Il étudie ensuite à l'université Harvard, en restant actif dans le squash universitaire américain de 2018 à 2022. En mars 2022, il s'impose face au no 1 mondial Paul Coll lors du tournoi Canary Wharf Squash Classic. En mai 2022 lors du tournoi des champions, il confirme en s'imposant face à l'ancien champion du monde Karim Abdel Gawad. Il atteint le top 10 mondial en septembre 2022 après une finale au tournoi platinum Qatar Classic et une victoire à l'Open de France.

## Palmarès

### Titres
- Open d'Allemagne 2025
- Squash on Fire Open 2023
- Open de France : 2022
- Jeux mondiaux : 2022, 2025
- Open d'Australie : 2019
- Championnats d'Europe : 2 titres (2023, 2024)
- Championnats de France : 3 titres (2023, 2024, 2025)
- Championnats d'Europe par équipes : 2018

### Finales
- Qatar Classic : 2022
- Open Squash Classic 2024
- Open d'Australie : 2024
- Open de Calgary 2023
- CIB Zed Squash Open 2022
- Championnats d'Europe : 2022
- Championnats du monde junior : 2017[7]
- British Junior Open : 2018[8]
- Championnat d'Europe par équipes : 3 finales (2023, 2024, 2025)